# مگان کارپنتی‌یر
مگان کارپنتی‌یر (انگلیسی: Megan Charpentier) بازیگر اهل کانادا است.
از فیلم‌ها یا برنامه‌های تلویزیونی که وی در آن نقش داشته است، می‌توان به ماما، رزیدنت ایول: قصاص، سوار قرمز پوش، رزیدنت ایول: قسمت پایانی، غیب‌گو، سوپرنچرال، فیل و فرینج اشاره کرد.